# Santa Maria della Quercia
Santa Maria della Quercia ou Igreja de Nossa Senhora do Carvalho, conhecida também como Santa Maria dei Macellari ou Nossa Senhora dos Açougueiros, é uma igreja de Roma, Itália, localizada no rione Regola, na Piazza della Quercia. É dedicada a Nossa Senhora.
É uma igreja anexa da paróquia de San Lorenzo in Damaso.

## História e descrição
A atual igreja substituiu uma outra, mais antiga, dedicada a São Nicola. Originalmente, seu nome era San Niccolò de Curte, mas, em 1507, o papa Júlio II a concedeu à comunidade viterbense de Roma e ela recebeu seu nome atual, em homenagem a um santuário homônimo em Viterbo e também por que o carvalho (em italiano:  quercia) era o emblema no brasão de sua família, Della Rovere. Além disso, na época e ainda hoje, um carvalho fica no centro da praça em frente da igreja.
Em 1532, o papa Clemente VII entregou a igreja à guilda dos açougueiros (que tinham acabado de perder Santi Sergio e Bacco al Foro Romano, demolida na época), que ainda hoje são responsáveis por ela. O edifício foi reconstruído pelo papa Bento XIII na primeira metade do século XVIII, obra iniciada por Filippo Raguzzini e terminada por Domenico Gregorini em 1731.
A igreja passou por reformas no século XIX, por ordem do papa Pio IX, e depois da Segunda Guerra Mundial, quando a igreja estava em péssimo estado. A demolição da casa à esquerda da igreja de acordo com uma teoria de Gustavo Giovannoni alterou gravemente a percepção da fachada vizinha. Para tentar remediar a situação, se plantou uma muda de carvalho no lugar onde estava o edifício.
O interior se apresenta na forma de uma cruz grega encimada por uma cúpula e três capelas. No altar-mor está a imagem de "Nossa Senhora do Carvalho de Viterbo" (Madonna della Quercia di Viterbo). No teto, "Sacrifício de Isaac", de Sebastiano Conca (século XVII).
A igreja conta ainda com um ático com um jardim no teto. Anualmente se celebra na praça da igreja e na piazza Capo di Ferro a festa dos açougueiros de Roma.

## Galeria

Imagens da igreja
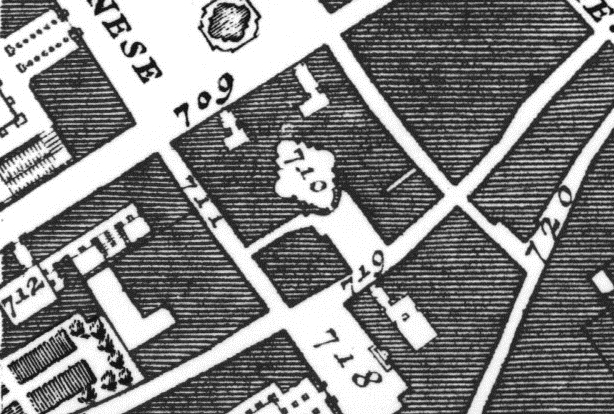
Igreja no Mapa de Nolli (1748), no número 710.
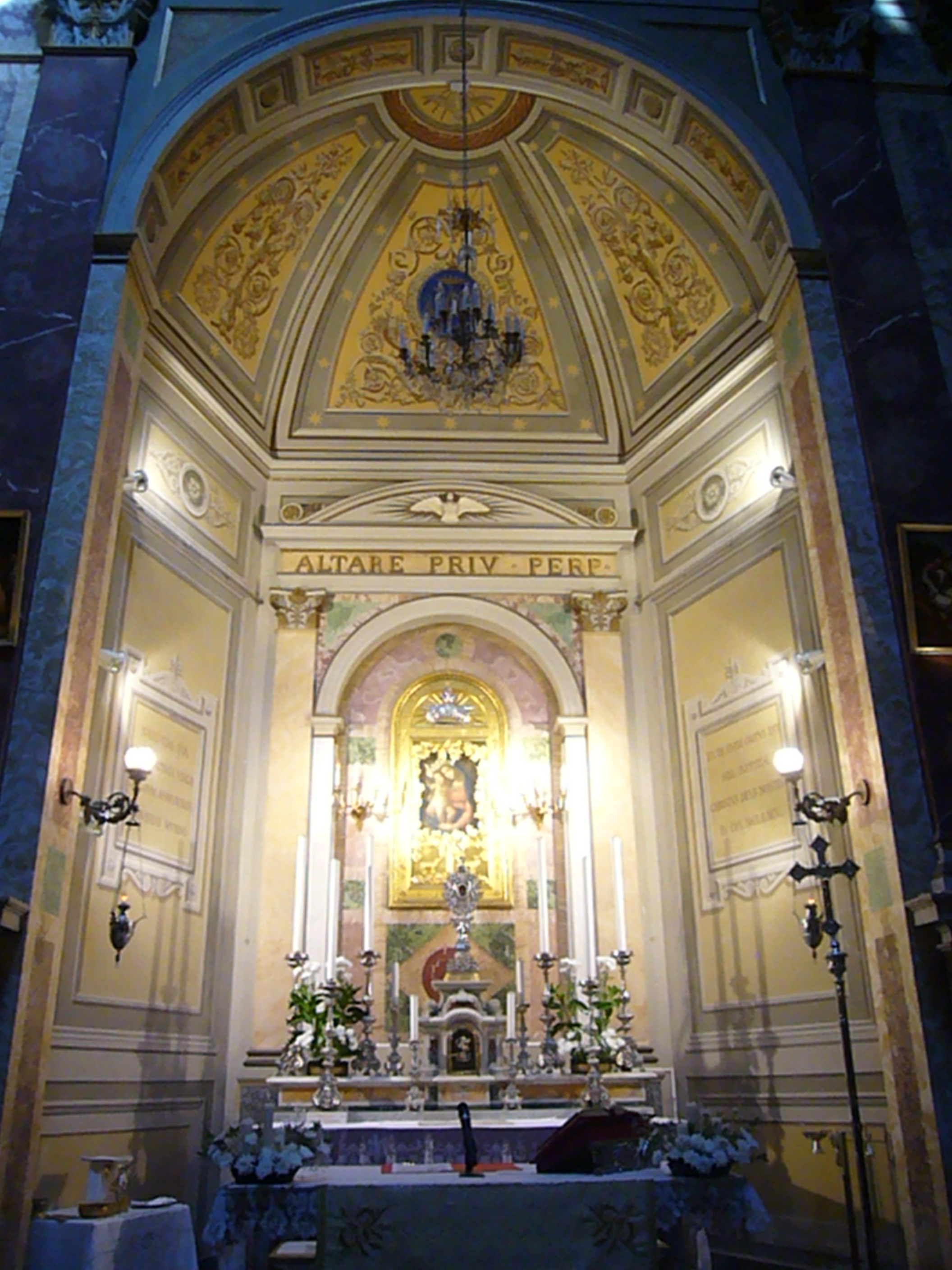
Altar-mor.
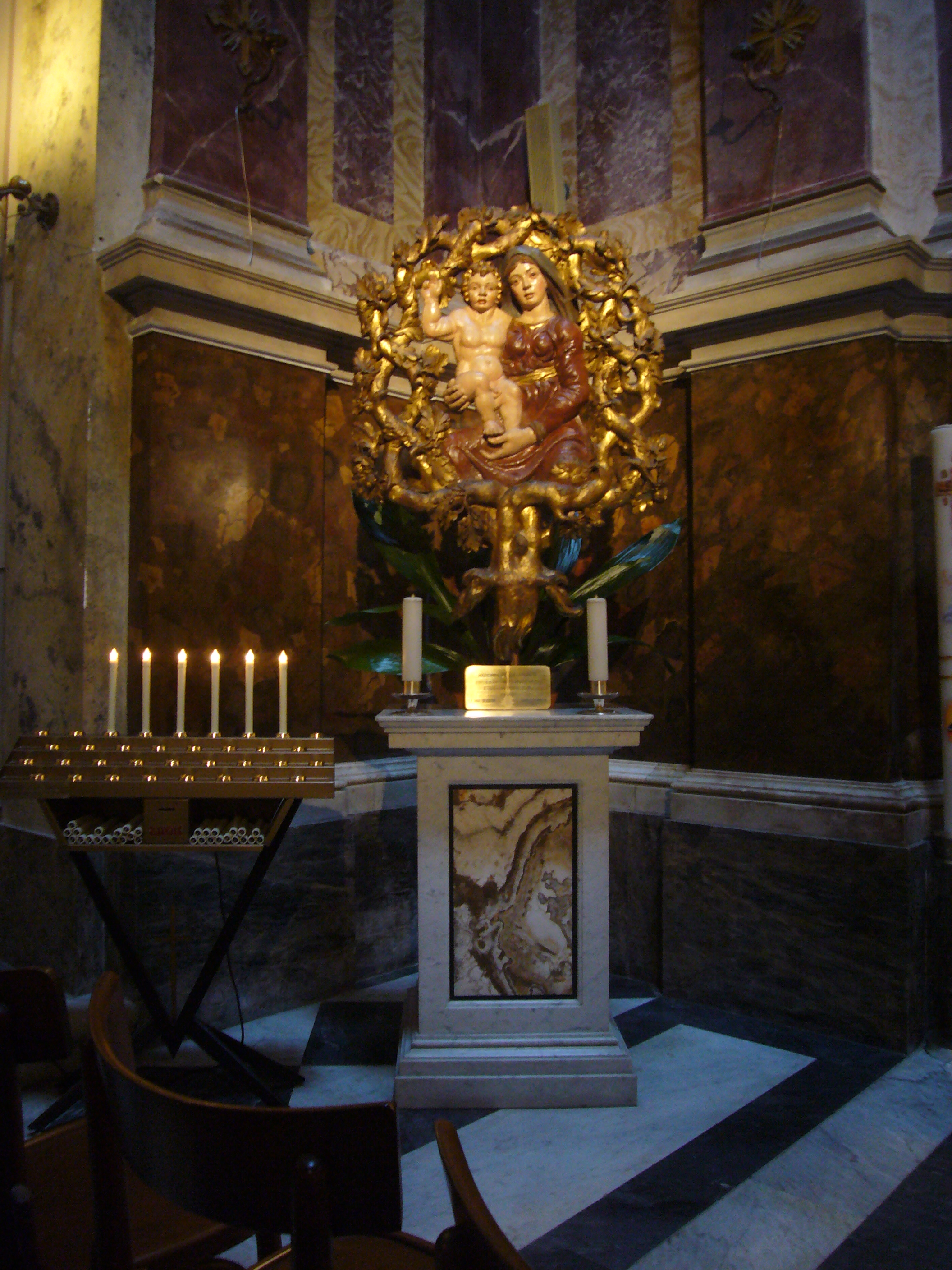
Escultura em madeira de Nossa Senhora do Carvalho.
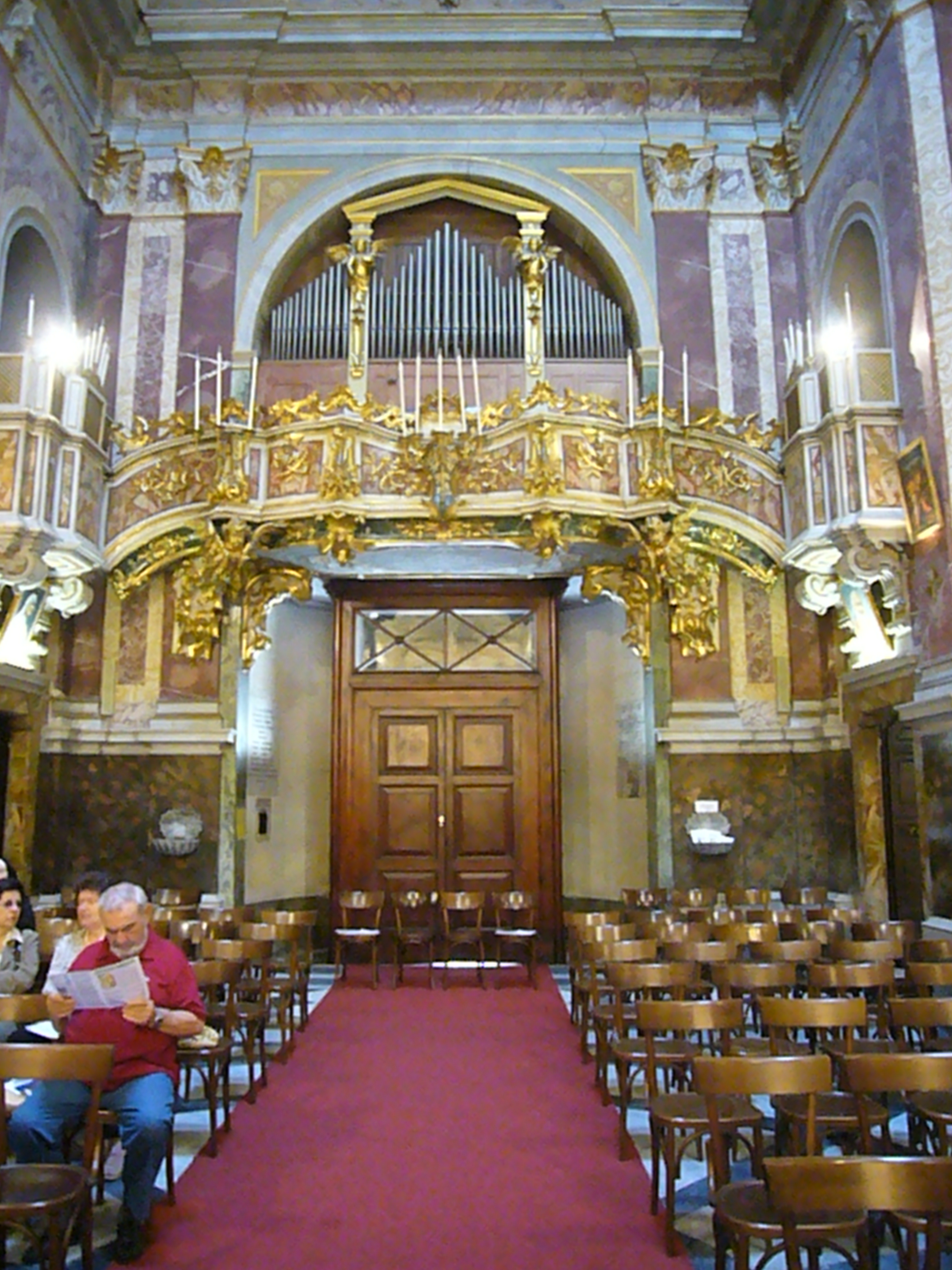
Contra-fachada e o órgão.
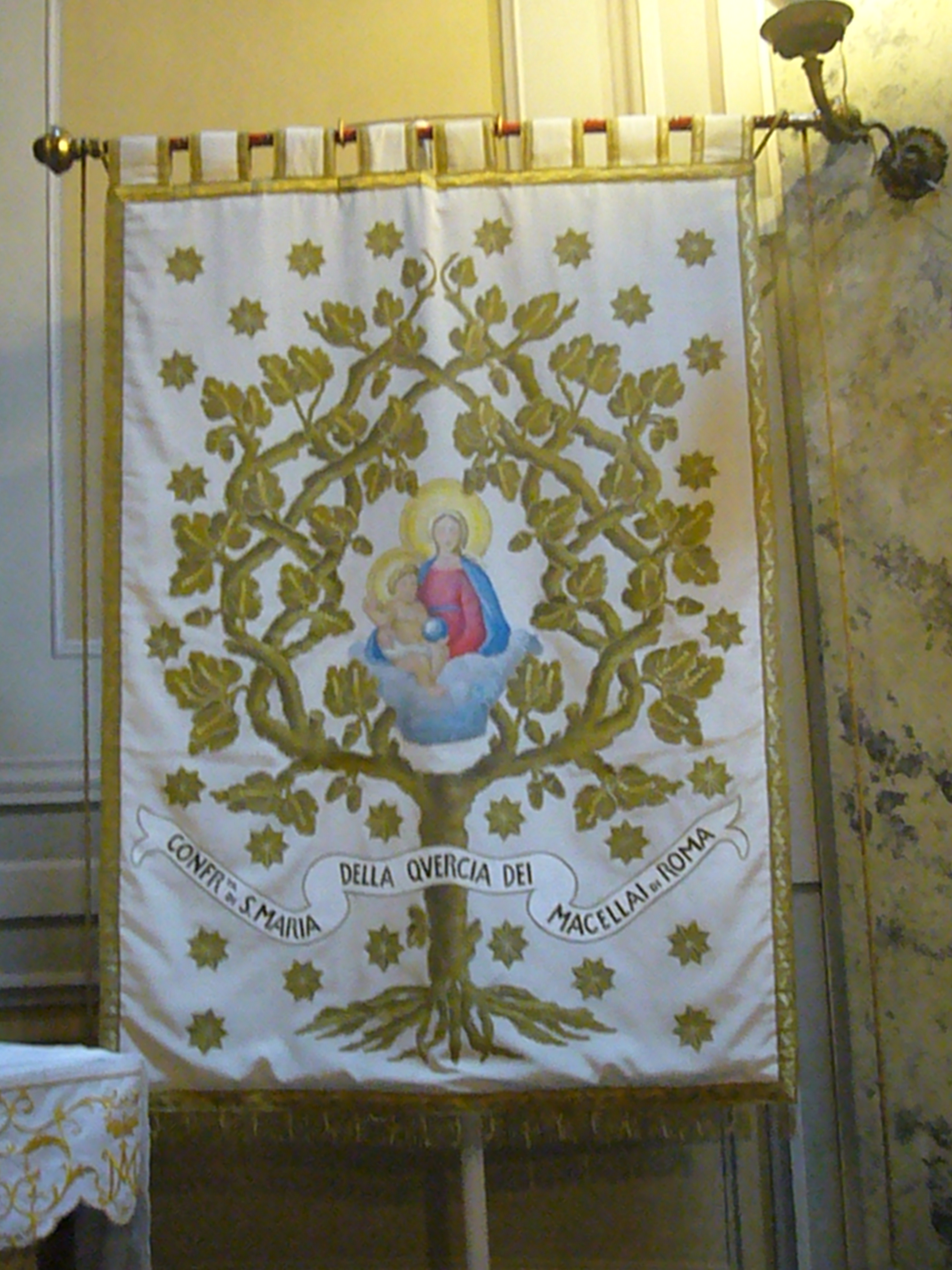
Estandarte da Confraria.